# Bogdan Rok
Bogdan Jerzy Rok (ur. 25 lutego 1947 r. w Prusach) – polski historyk, specjalizujący się w historii nowożytnej, teorii i historii kultury, nauczyciel akademicki związany z Uniwersytetem Wrocławskim.

## Życiorys
Urodził się w 1947 roku w Prusach w powiecie strzelińskim, dokąd przeprowadziła się jego rodzina po zakończeniu II wojny światowej. Po ukończeniu szkoły średniej i uzyskaniu świadectwa dojrzałości rozpoczął w 1965 roku studia historyczne na Wydziale Filozoficzno-Historycznym Uniwersytetu Wrocławskiego, które ukończył w 1970 roku. Następnie podjął pracę jako bibliotekarz i nauczyciel w szkole średniej. W 1972 roku został zatrudniony jako asystent w Instytucie Historycznym Uniwersytetu Wrocławskiego. Stopień naukowy doktora nauk humanistycznych w dziedzinie historii uzyskał w 1978 roku po obronie pracy doktorskiej pt. Kalendarze polskie czasów saskich. Stopień doktora habilitowanego nauk humanistycznych w zakresie historii uzyskał w 1991 roku na podstawie pracy: Zagadnienie śmierci w kulturze Rzeczypospolitej czasów saskich. W 1995 roku otrzymał nominację na stanowisko profesora nadzwyczajnego, a w 1999 roku profesora zwyczajnego.
Bogdan Rok przebywał na stażach naukowych w kraju, w tym m.in.: Polskiej Akademii Nauk, Uniwersytecie Jagiellońskim i Uniwersytecie Warszawskim oraz za granicą (Marburg, Clermont-Ferrand, Wilno i Mińsk). Zorganizował 4 sympozja naukowe, m.in. XVII Krajowy Zjazd Polskiego Towarzystwa Historii Medycyny i Farmacji w 1994 roku. W wyniku kontaktów naukowych przygotował podpisanie umowy naukowej pomiędzy Uniwersytetem Wrocławskim a Uniwersytetem w Mińsku na Białorusi.
Profesor Rok jest członkiem Wrocławskiego Towarzystwa Naukowego i od 1993 roku przez dwie kadencje pełnił w nim funkcję sekretarza II Wydziału. Należy także do Polskiego Towarzystwa Historycznego. W oddziale wrocławskim zorganizował i prowadził sekcję Historii Kultury i Nauki. Uczestniczy w pracach Polskiego Towarzystwa Historii Medycyny i Farmacji. W 1994 roku wybrano go po raz pierwszy do Zarządu Głównego tego towarzystwa, a trzy lata później po raz drugi. Został ponadto członkiem towarzystwa we Frankfurcie nad Odrą pod nazwą Projekt Deutsch-Polnische Geschichte. Należy do Białoruskiego Towarzystwa Historii Medycyny. Wchodzi także w skład kolegium redakcyjnego Prac Historycznych wydawanych w Instytucie Historycznym Uniwersytetu Wrocławskiego.
Pełnił szereg ważnych funkcji kierowniczych na macierzystym instytucie i wydziale. W latach 1990–1993 był zastępcą dyrektora do spraw dydaktycznych Instytutu Historycznego UWr, a następnie kierownikiem Wieczorowego Kolegium Historii i dwuletniego Wieczorowego Studium Magisterskiego. Od 1996 do 2002 roku sprawował stanowisko prodziekana ds. studenckich Wydziału Nauk Historycznych i Pedagogicznych UWr. W latach 2002–2008 pełnił funkcję dziekana Wydziału Nauk Historycznych i Pedagogicznych Uniwersytetu Wrocławskiego. Jest też członkiem Komitetu Nauk Historycznych Wydziału I - Nauk Społecznych Polskiej Akademii Nauk.

## Wybrane publikacje
W pracy naukowej zajmuje się głównie historią kultury dawnej Rzeczypospolitej, historią oświaty i wychowania, a także historią medycyny, a ostatnio historią społeczną czasów wczesnonowożytnych. Do jego głównych publikacji należą:
- Człowiek wobec śmierci w kulturze staropolskiej, wyd. UWr, Wrocław 1995.
- Zagadnienie śmierci w kulturze Rzeczypospolitej czasów saskich, wyd. UWr, Wrocław 1991.
- Kalendarze polskie czasów saskich, wyd. UWr, Wrocław 1985.
- Studia z dziejów XVII i XVIII wieku, wyd. UWr, Wrocław 2003.
- Z przeszłości Rzeczypospolitej w czasach nowożytnych, wyd. IHUWr/WTMH, Wrocław 1998.
- Staropolski ogląd świata, wyd. IHUWr/WTMH, Wrocław 2004.
- Między Lwowem a Wrocławiem, wyd. Adam Marszałek, Toruń 2006.